# GSC3515-217
GSC3515-217 — хімічно пекулярна зоря спектрального класу A4, що має видиму зоряну величину в смузі V приблизно  9,1.
Вона  розташована на відстані близько 564,3 світлових років від Сонця.